# 普卡拉區 (萬卡約省)
普卡拉區（西班牙語：Distrito de Pucará）是秘魯的一個區，位於該國中部胡寧大區的萬卡約省，始建於1918年12月6日，面積110.49平方公里，海拔高度3,362米，2005年人口6,184，人口密度每平方公里56人。